# Фицтум, Йозеф
Йозеф Фицтум (нем. Josef Fitzthum; 14 сентября 1896, Энгельхартштеттен, Нижняя Австрия, Австро-Венгрия — 10 января 1945, Винер-Нойдорф, Нижняя Австрия) — военачальник нацистской Германии, генерал-лейтенант Ваффен-СС и полиции, группенфюрер СС, командир 21-й горной дивизии СС «Скандербег» (1-й албанской). Специальный представитель рейхсфюрера СС в Албании во время Второй мировой войны.

## Биография
Австрийского происхождения. Сын чиновника из Западной Чехии. Окончил австрийскую военную школу и академию.
Участник Первой мировой войны. Служил лейтенантом в 3-м Тирольском полку. Ранен. В 1917 получил звание обер-лейтенанта, сражался на итальянском фронте. В середине января 1919 года был уволен из австрийской армии.
После окончания войны с 1920 года работал на гражданской государственной службе. С марта 1923 по 1933 год работал секретарём в Университете прикладных искусств Вены.
В 1931 году стал членом НСДАП, в 1932 году в СС. В апреле 1932 года вступил в Штандарт СС в Вене. В 1933 году был приговорён к двум с половиной годам политического заключения, интернирован, дважды бежал из лагерей. Позже выехал из Австрии в рейх.
В марте 1936 года стал штандартенфюрером СС. С начала января 1937 года до конца сентября 1937 года командовал 58-м полком СС в Кёльне.
С октября 1937 года по март 1938 года работал в Главном управлении СД. В 1938 году стал членом Берлинского Рейхстага от НСДАП. После аншлюса Австрии с марта 1938 года — заместитель начальника полиции Вены, в марте 1940 года освобождён с должности за коррупцию в ходе экспроприации имущества лиц еврейского происхождения.
В 1940 году был переведен в войска СС, назначен командиром пехотного полка подразделения СС «Мёртвая голова». С апреля 1942 года по май 1943 года находился в Нидерландах в качестве командира, ответственного за создание добровольческих частей войск СС в Голландии и Фландрии.
С октября 1943 года по 1 января 1945 года — специальный представитель рейхсфюрера СС Гиммлера в Албании, одновременно, руководитель СС и полиции в Тиране.
Принял участие в создании 21-й горнопехотной дивизии СС «Скандербег» (1-й албанской) и командовал ею в звании бригадефюрера с апреля по 1 мая 1944 года.
В августе 1944 г. стал генерал-лейтенант войск СС и полиции и группенфюрером СС .
3 января 1945 года был назначен командующим 18-й добровольческой моторизованной дивизией СС «Хорст Вессель».
Погиб 10 января 1945 года в дорожно-транспортной катастрофе. Похоронен в Вене.

## Награды
- Железный крест 1-го класса (1939)
- Железный крест 2-го класса (1939)
- Немецкий крест 1-й степени
- Орден Крови (1918)
- Нагрудный знак «За ранение» в чёрном
- Почётная шпага рейхсфюрера СС
- Кольцо «Мёртвая голова»